# 李仁傑 (明朝)
李仁杰（1431年—1483年），初字唐英，後更字士英。福建莆田縣人。明朝官员。

## 生平
李仁杰于明英宗天顺三年（1459年）乡试中举，明宪宗成化八年（1472年）考中壬辰科一甲第三名进士（探花）。授翰林院编修。官至国子监祭酒。成化十九年，死於任內，享年五十二歲。

## 家族
曾祖李纘，主簿。祖父李馨。父李煥，訓導。

## 作品
《明诗纪事》载其五律《渔梁遇雨》：
西风秋气冷，况复雨凄凄。
鸟道藤罗湿，人家烟火迷。
云深川谷暝，溪涨野桥低。
对此堪惆怅，孤猿何处啼？